# مريم الأسطرلابية
العجلية بنت العجلي، كانت صانعة أسطرلاب في القرن العاشر، وكانت نشطة في حلب، في ما يعرف الآن بشمال سوريا. تُعرف أحيانًا في الأدب الشعبي الحديث باسم مريم الأسطرلابية لكن اسمها الأول المفترض "مريم" لم يُذكر في المصدر الوحيد المعروف عن حياتها.

## حياتها
عاشت في القرن العاشر في مدينة حلب شمالي سوريا، وعملت في مجال العلوم الفضائية في بلاط «سيف الدولة» منذ عام 944 حتى 967 . اخترعت مريم الإسطرلابي «الإسطرلاب المعقد» ثم قامت بتطويره. وهو آلة فلكية قديمة أطلق عليها العرب اسم «ذات الصفائح».
وفقًا لابن النديم، كانت ابنة صانع أسطرلاب آخر يُعرف باسم العجلي. كانت هي ووالدها من تلاميذ نسطولس، وهو صانع أسطرلاب من بغداد. صنعت العجلي الأسطرلاب، وهي أداة فلكية، خلال القرن العاشر؛ عملت لدى سيف الدولة الحمداني (أول أمير لحلب) الذي حكم من 944 إلى 967.
بخلاف هذه المعلومات، لا يُعرف عنها شيء. اسمها المفترض "مريم"، لا تدعمه مصادر من عصرها، وعبارة "الأسطرلابية" في الأسماء التي تُعرف بها هي ووالدها تعني ببساطة "الأسطرلابية" تشير إلى مهنتهما؛ كانت الأسطرلابات معروفة منذ فترة طويلة في عصرها.